# Araneus emmae
Araneus emmae este o specie de păianjeni din genul Araneus, familia Araneidae, descrisă de Simon, 1900. Conform Catalogue of Life specia Araneus emmae nu are subspecii cunoscute.